# Helagsfjället
Helagsfjället ( PRONÚNCIA) ou Helags é a serra mais alta da Suécia a  sul do Círculo Polar Ártico.
Está localizada no norte da província histórica de Härjedalen.
O seu ponto mais elevado é Helagsstöten, com 1 796 metros de altitude.
No seu lado oriental, fica o glaciar Helags (Helagsglaciären) - o glaciar mais a sul do país.

## Etimologia
O nome geográfico Helagsfjället é composto pelas palavras Helags (um lago da região) e fjället (montanha), podendo ter dois significados:  ”lago sagrado” ou ”lago com margens geladas”.
A montanha está mencionada como Helagzfiället, em 1645.

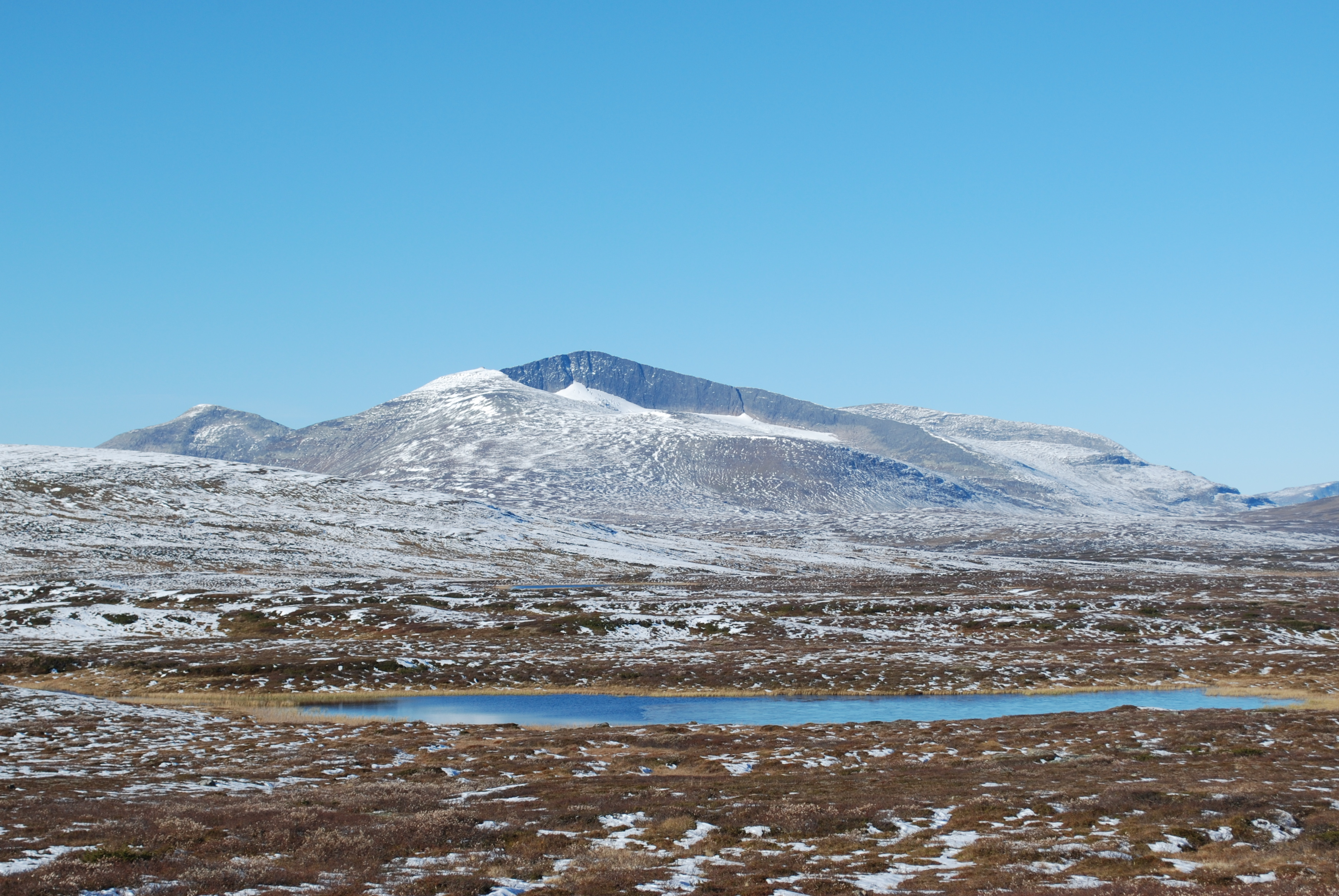
Em 2010
Em 2013